# Salone dei Cinquecento

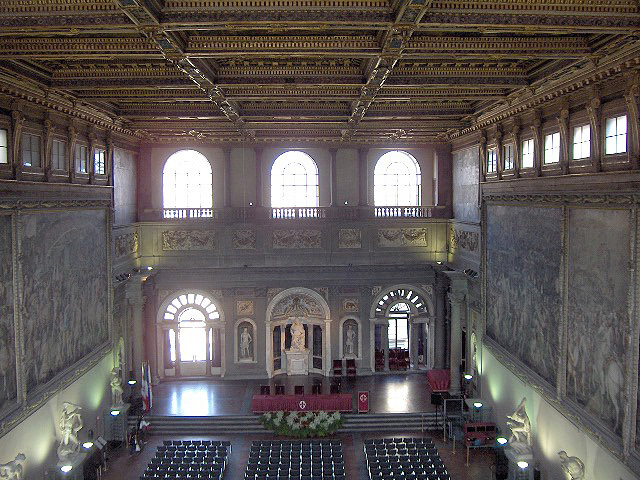
Salone dei Cinquecento vanaf balkon

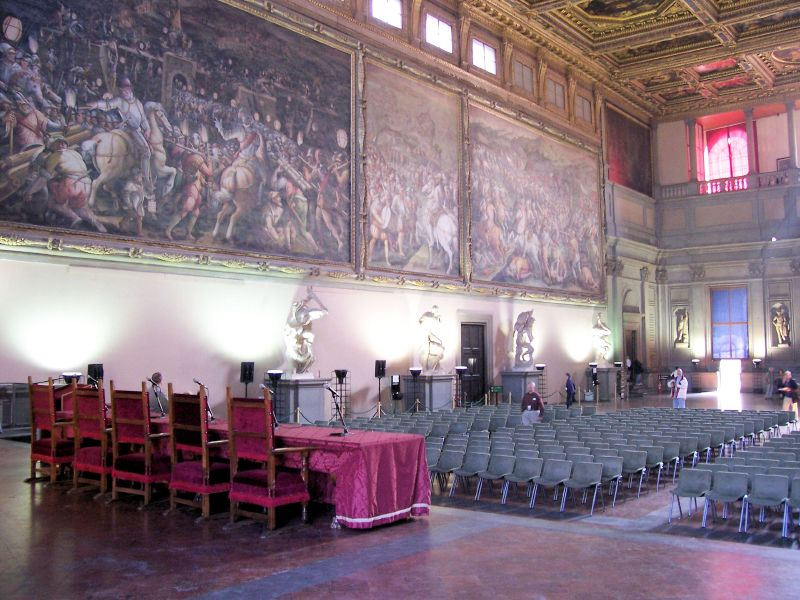
Zaal van de Vijfhonderd

Salone dei Cinquecento (Nederlands: Zaal van de Vijfhonderd) is de grootste zaal van het paleis en museum Palazzo Vecchio in Florence in Italië.
Het is een grote zaal van circa 53 x 22 m., ontworpen en vanaf juli 1495 gebouwd door Simone del Pollaiolo (Il Cronaca genoemd). Het heeft een zeer rijk gedecoreerd cassetteplafond.
De zaal werd in de tijd dat de Medici in ballingschap waren gebouwd voor de Algemene Volksraad. Daarna kreeg Giorgio Vasari de opdracht om 39 schilderijen te maken van belangrijke gebeurtenissen uit de geschiedenis van Florence en allegorieën van het leven van Cosimo I de' Medici.
Tegen de wanden onder de grote fresco’s staan diverse beelden van Vincenzo de'Rossi, die de werken van Hercules voorstellen, en een Overwinning van Michelangelo, oorspronkelijk bestemd voor de graftombe van paus Julius II.

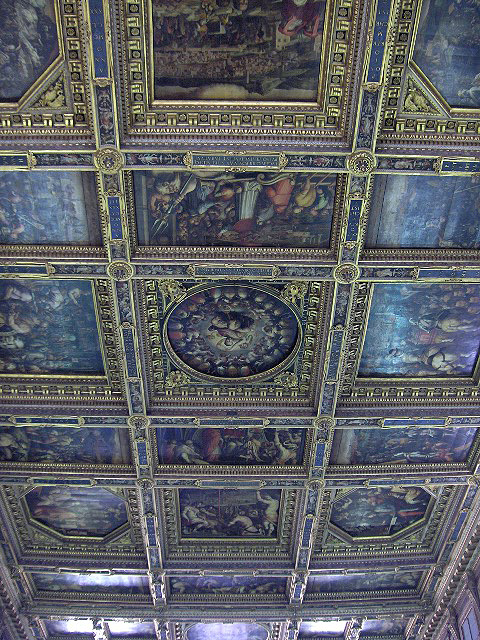
Plafond
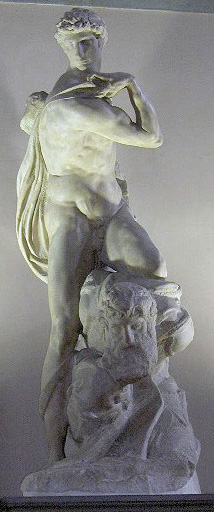
Beeld De Overwinning van Michelangelo